# Knić
Knić (srp.: Кнић) je naselje i središte istoimene općine u Šumadijskome okrugu u Središnjoj Srbiji.

## Stanovništvo
U naselju Knić živi 2.294 stanovnika, od toga 1.895 punoljetnih stanovnika, a prosječna starost stanovništva iznosi 42,0 godina (40,8 kod muškaraca i 43,3 kod žena). U naselju ima 758 domaćinstava, a prosječan broj članova po domaćinstvu je 3,03.
Prema popisu stanovništva iz 1991.godine u naselju je živjelo 2.462 stanovnika.
| Etnički sastav 2002. |            |        |
| Narod                | Stanovnika | %      |
| Srbi                 | 2.247      | 97,95% |
| Crnogorci            | 23         | 1,00%  |
| Goranci              | 6          | 0,26%  |
| Slovenci             | 3          | 0,13%  |
| Hrvati               | 2          | 0,08%  |
| Makedonci            | 2          | 0,08%  |
| Jugoslaveni          | 2          | 0,08%  |
| nepoznato            | 4          | 0,17%  |

| broj stanovnika | 2362  | 2197  | 2318  | 2271  | 2414  | 2462  | 2294  |
|                 | 1948. | 1953. | 1961. | 1971. | 1981. | 1991. | 2001. |

## Vanjske poveznice
- Karte, udaljenonosti, vremenska prognoza  Arhivirana inačica izvorne stranice od 1. listopada 2007. (Wayback Machine)
- Satelitska snimka naselja